# Саган Себдег
Сага́н Се́бдег (бур. Белый хозяин) — персонаж бурятской мифологии, третий из 55 тенгрианских богов западного неба. 
Бог зимы, состоящий в браке с Уган Сэссэн (Первая мудрость). Их дочь — Сэсэг Ногоон (богиня весны)— супруга Заса Мэргэна.
Другой дочерью Саган Себдега была Наран Гохун (Солнечная красота), которая была проклята Ата Уланом, когда Саган Себдег отказал ему в женитьбе на ней.
У старшего сына Саган Себдега "пылающий глаз на макушке и всего один зуб ".